# یولیا پاخالینا
یولیا پاخالینا (روسی: Юлия Владимировна Пахалина؛ زادهٔ ۱۲ سپتامبر ۱۹۷۷) شیرجه‌رو اهل روسیه بود.
وی همچنین برندهٔ جوایزی همچون نشان دوستی شده‌است.
وی در مسابقات کشوری و بین‌المللی در مجموع برندهٔ ۱۲ مدال طلا، ۹ مدال نقره، ۳ مدال برنز شده‌است.